# Reise ins Verderben
Reise ins Verderben ist ein US-amerikanischer Kriminalfilm aus dem Jahr 1948 von Lew Landers. Der Film noir wurde von M.R.S. Pictures produziert und ist eine späte Fortsetzung der Inner Sanctum-Filmreihe.

## Handlung
Auf einer Zugreise mit ihrem Verlobten kommt die gelangweilte Marie Kembar mit ihrem Mitreisenden Dr. Valonius ins Gespräch. Valonius gibt vor, die Zukunft vorhersehen zu können, und rät Marie, an der nächsten Station nicht auszusteigen. Dazu erzählt er ihr eine Geschichte.
Harold Dunlap steigt am Bahnhof von Clayburg aus. Er wird von einer Frau verfolgt, die er mit einer Nagelfeile ersticht. Die Leiche legt er auf der Plattform des letzten Waggons ab. Der junge Mike Bennett sieht ihn dabei, glaubt aber, er habe ein Paket abgelegt. Der örtliche Zeitungsreporter McFee nimmt Dunlap mit in die Stadt. McFee will von einer bevorstehenden Flutwelle berichten. Als sie auf wegen der Flutwelle gesperrte Straßen stoßen, schlägt der Reporter vor, dass Dunlap in der Pension von Thelma Mitchell übernachten soll. In der Pension begegnet er Mrs. Mitchells Nichte Jean Maxwell. Auch Mike wohnt dort mit seiner Mutter. 
Mike schleicht sich aus dem Haus, um sich die Flutwelle anzuschauen. Seine Mutter bittet Dunlap, nach dem Jungen zu suchen. Dunlap seinerseits sieht eine Chance, einen möglichen Mordzeugen zu beseitigen, doch sein Mordversuch wird von Mrs. Bennett verhindert. Am nächsten Morgen berichtet McFee, dass die Stadt von der Außenwelt abgeschnitten sein. Außerdem wurde die Leiche einer Frau im Zug gefunden. Jean, die Clayburg gerne verlassen will, hegt den Verdacht, dass Dunlap der Mörder sei. 
Mike erfährt ebenfalls von dem Leichenfund. Nun ist ihm klar, dass Dunlap ein Mörder ist. Er wird jedoch von ihm geschnappt und gefesselt und geknebelt in ein Badezimmer gesperrt. Mrs. Bennett gegenüber gibt Dunlap an, dass Mike erneut weggelaufen sei. Jean findet den Jungen, wird aber von Dunlap niedergeschlagen. Er will Mike nun endlich töten, der ihm jedoch entkommt und von seiner Mutter gefunden wird. Die Straßen werden nach einiger Zeit wieder freigegeben, doch Dunlap entscheidet sich, in Clayburg zu bleiben.
Im Zug beendet Dr. Valonius seine Geschichte und warnt Marie erneut davor, den Zug zu verlassen. Der nächste Halt ist Clayburg. Marie sieht, wie ihr Verlobter, Harold Dunlap, den Zug verlässt. Sie läuft ihm hinterher und wird von Dunlap mit einer Nagelfeile erstochen. Ihre Leiche deponiert er auf der Plattform des letzten Waggons.

## Hintergrund
Gedreht wurde der Film von Anfang bis Mitte Juli 1948 in den Universal-Studios in Universal City.
Zwischen 1943 und 1945 produzierte Universal Pictures sechs Filme einer Mysteryreihe, die auf der Hörspielreihe Inner Sanctum Mystery basierten. In allen sechs in sich abgeschlossenen Filmen spielte Lon Chaney jr. die Hauptrolle. 
M.R.S., der Name der Produktionsgesellschaft, deren einziger Film Reise ins Verderben war, ist eine Abkürzung und steht für die Anfangsbuchstaben der Nachnamen der Inhaber Richard B. Morros, Samuel Rheiner und Walter Shenson.
William Ferrari oblag die künstlerische Leitung. Verantwortliche Toningenieure waren Elmer Raguse und William Randall. Musikalischer Direktor war Emil Newman.

## Veröffentlichung
Die Premiere des Films fand am 15. Oktober 1948. In der Bundesrepublik Deutschland wurde er am 24. April 1991 im deutschen Fernsehen ausgestrahlt.

## Kritiken
Der Filmkritiken-Aggregator Rotten Tomatoes hat in einer Auswertung ein Publikumsergebnis von 32 Prozent positiver Bewertungen ermittelt.
Das Lexikon des internationalen Films schrieb: „Billig produzierter und inszenierter Thriller.“
Die Filmzeitschrift Cinema befand: „Kleiner Thriller nach historischem Hörspiel.“
Im Rahmen der Aufführung einer restaurierten Fassung beim 2022 UCLA Festival of Preservation schrieb K. J. Reith-Miller, der produktive Regisseur Landers bringe seine Erfahrung mit der Arbeit außerhalb des Studiosystems ein und hole das Beste aus dem Pensions-Filmset, der Beleuchtungstechnik und dem kompakten Szenenbild heraus und verleihe dem Film die entsprechende mysteriöse und unheilvolle Ausstrahlung.
Der Kritiker des TV Guide hingegen sah einen weiteren der zahllosen Low-Budget-Filme des Regisseurs, die nie die begrenzte Kapazität der Produktionseinrichtung verbergen können.